# Зарубежные фильмы, выпущенные в советский прокат в 1945 году
Список из 7 зарубежных фильмов, выпущенных в советский кинопрокат в 1945 году. Месяцем выпуска считается время первой демонстрации в Москве.
Закупкой зарубежных фильмов для советского кинопроката занималось Всесоюзное объединение по экспорту и импорту кинофильмов «Совэкспортфильм», с ноября 1945 до июля 1953 года входившее в ведомство Комитета кинематографии. Некоторые фильмы в прокат выпускались в другом формате. Иногда цветные фильмы в массовом тираже выпускались черно-белыми, а также делались изъятия некоторых, как правило, незначительных для общего сюжета сцен и эпизодов.
Мультфильм «Бэмби» был подарен Советскому Союзу продюсером Уолтом Диснеем.
| Прокатное название на русском языке | Оригинальное название и год выхода   | Производство   | № месяца |
| ----------------------------------- | ------------------------------------ | -------------- | -------- |
| Бэмби                               | «Bambi» (англ.) (1942)               | США            | 06       |
| Весенний вальс                      | «Spring Parade» (англ.) (1940)       | США            | 10       |
| Лисички                             | «The Little Foxes» (англ.) (1941)    | США            | 12       |
| Маленький погонщик слонов           | «Elephant Boy» (англ.) (1937)        | Великобритания | 09       |
| Сестра его дворецкого               | «His Butler's Sister» (англ.) (1943) | США            | 08       |
| Тётка Чарлея                        | «Charley’s Aunt» (англ.) (1941)      | США            | 06       |
| Эдисон                              | «Edison, the Man» (англ.) (1940)     | США            | 05       |